# Coptocercus aruensis
Coptocercus aruensis là một loài bọ cánh cứng trong họ Cerambycidae.